# Butea (Iași)
Pour l’article homonyme, voir Butea.
Butea est une commune du județ de Iași en Roumanie.